# Ostenia robusta
Ostenia robusta är en tvåvingeart som beskrevs av Frederick Wollaston Hutton 1901. Ostenia robusta ingår i släktet Ostenia och familjen styltflugor. Inga underarter finns listade i Catalogue of Life.